# ゴードン・ガイアット
ゴードン・ガイアット (1953年11月11日生誕)はカナダの医師である。彼は、オンタリオ州ハミルトンにあるマクマスター大学の健康研究方法学部のエビデンスと影響部門(以前には臨床疫学と生物統計学部門)、および医学部の名誉教授でもある。彼は、エビデンスに基づく医療において指導的立場にある人物として知られている。
エビデンスに基づく医療という用語は、1991年に出版された彼の単著の論文に初めて登場した。その後、1992年のジャーナル・オブ・ジ・アメリカン・メディカル・アソシエーションに掲載された彼が主導した記事において、エビデンスに基づく医療という概念は、世界の注目を得た。2007年、ブリティッシュ・メディカル・ジャーナルは、健康科学に最も貢献した事柄を選ぶ国際的な選挙を行い 、エビデンスに基づく医療は7位であり、この順位はコンピュータや医療画像の順位を上回っていた。
ガイアットは、医学での業績と共に、医学システムの役割、社会正義、医療改革を中心的な課題として取り組んできた。 彼は、2015年にカナダの医学の殿堂に加わった。

## 幼少期
ガイアットはハミルトンで生まれ育った。ハミルトンはマクマスター大学がある場所である。父方に関しては、深く根差したハミルトンのプロテスタントの家系であった。祖父はハミルトンの医師であり、父親は弁護士であった。母方に関しては、ルーツがヨーロッパにあり、母親はチェコのユダヤ人であり、アウシュビッツとベルゲン・ベルゼン強制収容所からの生還者であり、ハミルトンに移民として移動してきた。

### 家庭生活
ガイアットは、Maureen Meadeと結婚しており、3人の娘がいる。

### 教育と訓練
ガイアットはトロント大学で学士(理学)を取得し、マクマスター大学医学部で医学(博士)を取得し、内科医として認定された。後年、ガイアットはマクマスター大学で、デザイン、管理、教育の修士(理学)を取得した。

## キャリア
ガイアットは1200件以上の査読論文を科学雑誌に発表しており、査読論文の多くはThe New England Journal of Medicine, The Lancet, Journal of the American Medical Association,  The BMJのような主要な医学雑誌に掲載された。彼の論文は、Web of Scienceによると100000回以上引用され、Google Scholarによると340000回以上引用された。彼は、世界で14番目にGoogle scholarでの引用回数が多い科学者である。
彼はエビデンスに基づく医療に関する多くの教育的な記事を執筆してきた。ガイアットは、医学文献ユーザーズガイドの共同編集者である。医療文献ユーザーズガイドは、エビデンスに基づく医療の原則を実践に統合しようと望む臨床医のために、雑誌に掲載された論文の包括的なセットあるいは教科書である。生活の質、ランダム化比較試験、メタアナリシス、診療ガイドラインに、彼は非常に貢献した。彼は、ヘルスケア政策に関して、一般の出版社においても記事を執筆した。
1990年から1997年に、彼はマクマスター大学でレジデンシープログラムを主導し、医師を訓練して内科専門医を育成した。彼はこのプログラムを、レジデントへのエビデンスに基づいたケア提供に焦点を当てた教育へのアプローチを検証し発展させるための実験の場として用いた。1993年から、ガイアットは、マクマスター大学においてエビデンスに基づいた臨床実践ワークショップの議長を務めた。このワークショップは、エビデンスに基づいた原則を臨床実践に統合し教育する1年に1回開催されるワークショップである。
Holger Jens Schünemannと共に、ガイアットはGRADEワーキンググループの共同議長を務めた。このワーキンググループは2000年に始まった、診療ガイドラインと系統的レビューにおいて等級を付けるシステムが不足していることに対処することに関心を持つ人々の非公式なコラボレーションである。ガイアットは、GRADEアプローチの開発や精緻化で中心的な役割を果たした。GRADEアプローチは、エビデンスの質を等級付ける合理的で透明性のある構造を持っている。GRADEアプローチは、系統的レビューや診療ガイドラインの開発においてスタンダードとされており、世界中の100以上の医療組織(WHO、CDC、American College of Physicians、コクラン など)で用いられている。
社会活動に関して、ガイアットはWinnipeg Free Pressのエディトリアルのページに定期的に健康に関するコラムを発表しており、それ以前はThe Hamilton Spectatorに同様のコラムを発表していた。1979年、ガイアットは医療改革グループMedical Reform Groupを共同で設立した。このMedical Reform Groupは、ユニバーサルヘルスケアに貢献しようとするカナダの医師や医学生の組織である。このグループは35年間続いた。その後、Canadian Doctors for Medicareがカナダの進歩的な医学コミュニティーを主導し、ユニバーサルヘルスケアの問題に取り組んでいる。
ガイアットは新民主党の候補者として、2000年、2004年、2006年、2008年のカナダ連邦議会選挙に立候補した。

## 受賞と栄誉
1996年、ガイアットは優れた教育(Course or Resource Design)に関してマクマスター大学総長賞を受賞した。
彼は、カナダ健康科学アカデミーのフェローである。
2010年、彼はマクマスター大学の常勤講師としては最高ランクでありまれな称号である名誉教授のタイトルを授与され、同年、彼はBMJのLifetime Achievement Awardの117人の候補者リストの中から10人の候補者のうちの1名に選ばれ、最終的に2位となった。
2011年、彼は、エビデンスに基づく医療とその教育に関する進展に貢献したとしてカナダ勲章のオフィサーに任命された。
2012年、彼はカナダ王立協会フェローに選ばれた。
2015年、彼はカナダの医学の殿堂に加わった。
2022年、彼はヘルシンキ大学医学部の名誉博士号 doctor honoris causaを授与され、同年、ベルリンのアインシュタイン財団から国際的な個人のカテゴリーにおいて Einstein Foundation Award for Promoting Quality in Researchを授与された。
2024年、カナダ保健研究所支援団体は彼に健康研究部門において、Henry G. Friesen International Prizeを授与した。

## 選ばれた教科書
- Guyatt G, Rennie D, Meade M, Cook D. Users' Guides to the Medical Literature: A Manual for Evidence-Based Clinical Practice, Second Edition. McGraw-Hill Professional, 2008.
- Haynes RB, Sackett DL, Guyatt GH, Tugwell P. Clinical Epidemiology: How to Do Clinical Practice Research, Third Edition. Philadelphia: Lippincott, Williams and Wilkins, 2006.
- DiCenso A, Guyatt G, Ciliska D. Evidence-Based Nursing: A Guide to Clinical Practice. Mosby, 2005.